# Wincenty Makowski
Wincenty Franciszek Makowski, ps. „Wilk”, Andrzej Wilk (ur. 4 kwietnia 1887 w Stopnicy, zm. 13 października 1969 w Kumowie Plebańskim) – działacz niepodległościowy i starosta powiatowy w Łukowie (1928–1931), Łodzi (1933--1937) i Kole (1937–1939).

## Życiorys
Makowski był synem Ignacego Makowskiego i Rozalii z domu Krat. Jego bratem był Franciszek Makowski – oficer GRU.
Był jednym z przywódców Narodowego Związku Robotniczego oraz członkiem Polskich Drużyn Strzeleckich, należał do kierownictwa Komitetu Okręgowego Zjednoczenia Stronnictw Niepodległościowych zaboru rosyjskiego w Łodzi. Za działalność niepodległościową został zesłany do guberni wołgogrodzkiej. Przed upływem końca kary, opuścił zesłanie, we Lwowie, w sierpniu 1914 zostając żołnierzem Legionów Polskich. Należał do Pierwszej Kompanii Kadrowej, był członkiem Komendy Naczelnej Polskiej Organizacji Narodowej i komisarzem komisariatu obwodowego miasta Łodzi, a następnie emisariuszem oddziału werbunkowego Naczelnego Komitetu Narodowego w Sosnowcu i od maja 1915 w Częstochowie. Od 1916 działał w Warszawie w Polskiej Organizacji Wojskowej oraz pracował w towarzystwach ubezpieczeniowych. W listopadzie 1918 był zastępcą komisarza na powiat lubelski Rządu Ludowego w Lublinie.
W 1920 został żołnierzem Armii Ochotniczej, w wojnie polsko-bolszewickiej. Po zakończonych działaniach wojennych osiedlił się na działce osadniczej w powiecie chemłskim. Tam zaangażował się w działalność samorządową, został początkowo radnym gminnym, a następnie radnym sejmiku województwa lubelskiego. Następnie został zastępcą starosty w Krasnymstawie i starostą powiatowym w Łukowie (czerwiec 1928 – kwiecień 1931), następnie do 1933 piastował funkcję naczelnika Wydziału Bezpieczeństwa Urzędu Wojewódzkiego w Warszawie. Od 10 maja 1933 do 7 lipca 1937 był Starostą Łódzkim, a następnie starostą powiatu kolskiego (1937–1939). W latach 1936–1939 był Członkiem Rady Związku Powiatów RP w województwie łódzkim.
Podczas II wojny światowej prowadził działalność konspiracyjną w polskich organizacjach niepodległościowych, m.in. działał w organizacji charytatywnej Komitety Wolności, którą organizował wraz z Michałem Żymierskim, Antonim Jakubowskim i Mieczysławem Pietraszkiem. W 1951 założył z Antonim Jakubowskim i Tadeuszem Petrykowskim podziemną organizację "Polski Front Ojczyźniany". 26 stycznia 1952 został aresztowany, a 22 marca 1952 skazany z art. 86 § 2 Kodeksu Karnego Wojska Polskiego na karę 7 lat pozbawienia wolności pod zarzutem usiłowania zmiany przemocą ustroju Państwa Polskiego, następnie przetrzymywany w Więzieniu Karno-Śledczym w Krakowie w okresie od 20 kwietnia 1952 do 5 czerwca 1952. Później przeniesiony do Centralnego Więzienia w Warszawie – Mokotowie, gdzie przebywał do 22 października 1954, a następnie do więzienia w Potulicach, którego został zwolniony 23 sierpnia 1955.

## Wyróżnienia
- Krzyż Niepodległości – za ofiarną pracę niepodległościową,
- Order Odrodzenia Polski – za zasługi na polu pracy społecznej i samorządowej[11],
- Honorowy Obywatel Miasta Rudy Pabianickiej[16].